# Namco Museum Vol. 3
Namco Museum Vol. 3 is een videospel voor het platform Sony PlayStation. Het spel is de derde in de serie en werd uitgebracht in 1996. Het compilatiespel omvat de volgende spellen: 
- Ms. Pacman (1982; vervolg op Pac-Man)
- Galaxian (1979)
- Dig Dug (1982)
- Pole Position 2 (1983)
- Phozon (1983)
- The Tower of Druaga (1984)

## Ontvangst
| Beoordeeld door       | Datum           | Score |
| --------------------- | --------------- | ----- |
| The Video Game Critic | 15 juli 1999    | 83%   |
| NowGamer              | 1 februari 1997 | 75%   |
| Absolute Playstation  | april 1997      | 70%   |
| IGN                   | 11 maart 1997   | 60%   |
| Absolute Playstation  | april 1997      | 60%   |
| GameSpot              | 11 maart 1997   | 56%   |